# Linha de Monge
A Linha de Monge, assim como a Geometria Descritiva, foi criada por Gaspar Monge. A Linha de Monge (LM) foi o nome dado originalmente à Linha de terra (LT). A Linha de Monge resulta da interseção entre os planos de projeção, que são ortogonais entre si.